# Severinia granulata
Severinia granulata es una especie de mantis de la familia Mantidae.

## Distribución geográfica
Se encuentra en Argelia, Kenia, Marruecos, Níger y  Túnez.